# Buzenol
Buzenol is een plaats in de Belgische streek de Gaume in de provincie Luxemburg en sinds de gemeentelijke herindeling van 1977 in het arrondissement Virton een deelgemeente van Étalle.
De gemeente werd opgericht bij wet van 23 mei 1892.

## Demografische ontwikkeling
- Bronnen:NIS, Opm:1831 tot en met 1970=volkstellingen

## Toerisme
- Op het grondgebied van Buzenol bevindt zich de archeologische site van Montauban waarvan de belangrijkste vondsten ondergebracht zijn in het ter plekke gelegen Musée lapidaire et du Parc archéologique de Montauban (gebouwd in 1958).

- De site van La Tranchée des Portes is het grootste Oppidum van België (100 hectare) en van het toenmalige woongebied van de  Trevieren.

- Nabij de oude watermolen van Buzenol bevindt zich het Centre d'Art Contemporain du Luxembourg.

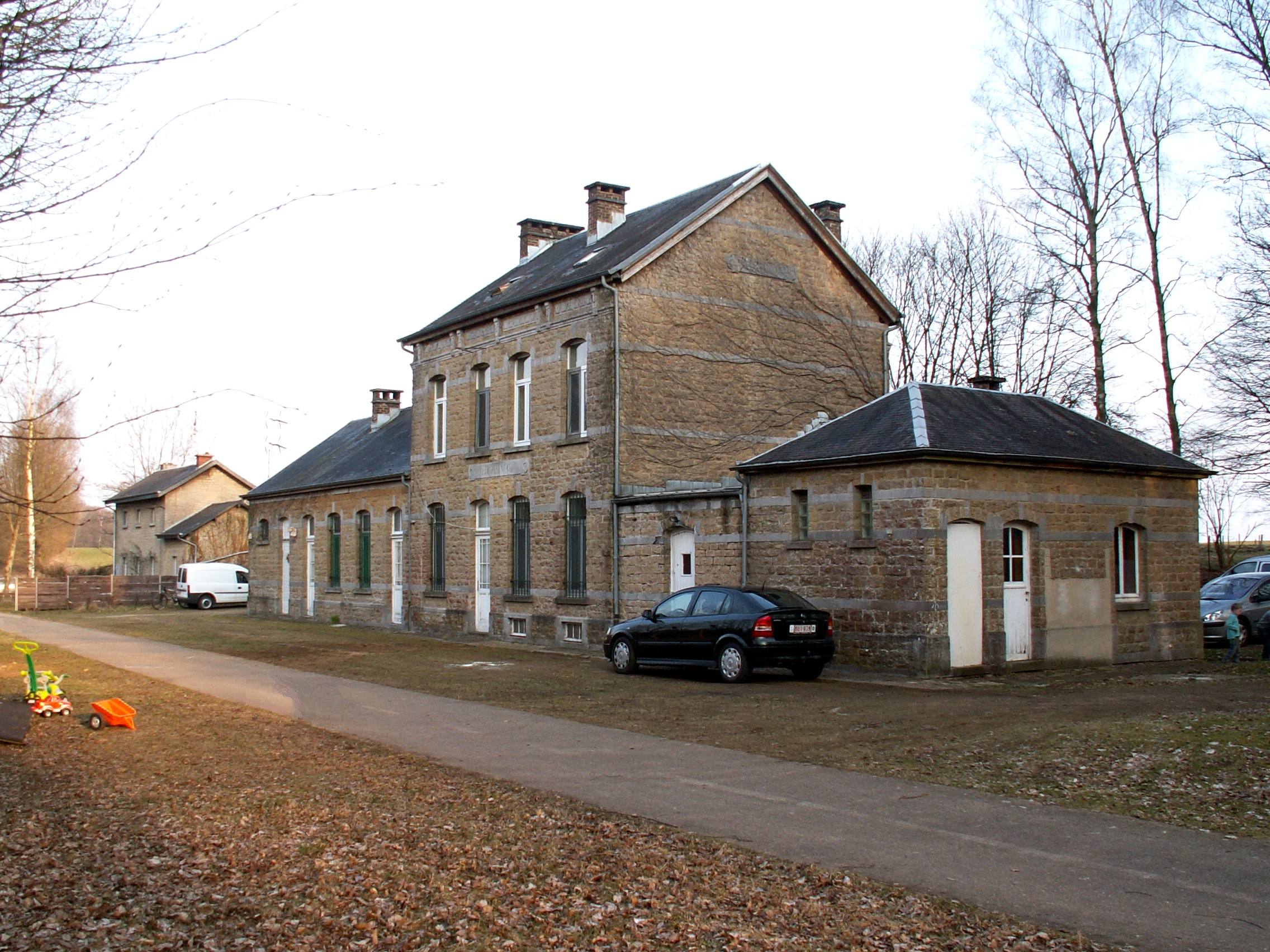
Voormalig station van Buzenol

Deelgemeenten: Buzenol · Chantemelle · Étalle · Sainte-Marie · Vance · Villers-sur-Semois

Overige dorpen: Croix Rouge · Fratin · Huombois · Lenclos · Mortinsart · Sivry · Villers-Tortru

Belgische gemeenten · Arrondissement Virton · Luxemburg · Wallonië